# Maia Morgenstern

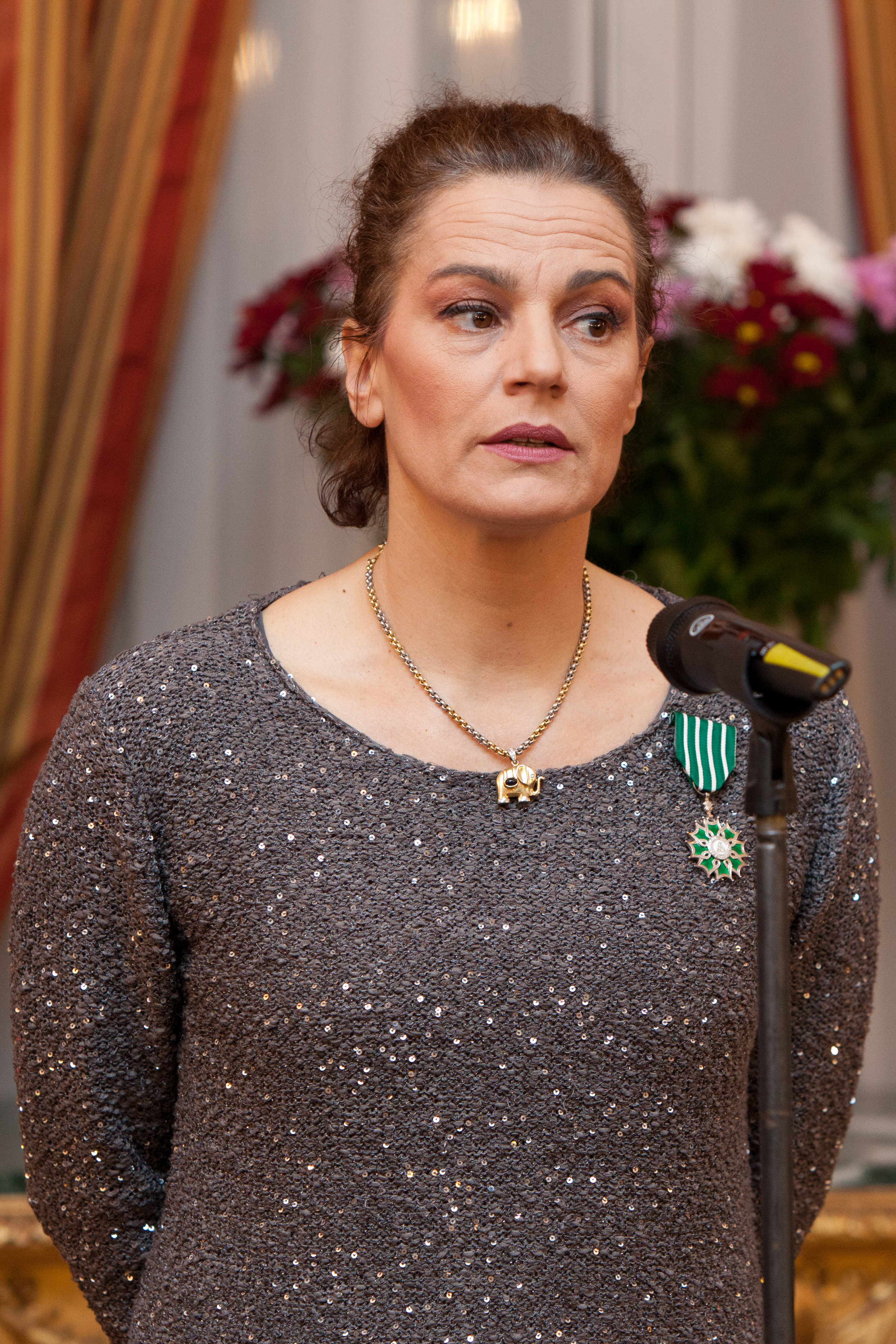
Maia Morgenstern (2012)

Maia Emilia Ninel Morgenstern (* 1. Mai 1962 in Bukarest) ist eine rumänische Schauspielerin. Seit 2012 ist sie Direktorin des Jüdischen Staatstheaters in Bukarest.

## Leben
Morgenstern begann ihre Laufbahn als Schauspielerin im Theater. Sie spielt auch heute noch im rumänischen Nationaltheater in Bukarest und im Jüdischen Theater Bukarest. 
Über die Grenzen Rumäniens hinaus wurde sie durch den Film Baum der Hoffnung bekannt. Für ihre Hauptrolle in diesem Film erhielt sie 1993 den Europäischen Filmpreis als beste Schauspielerin. Diese Anerkennung sorgte dafür, dass sie auch in internationalen Produktionen besetzt wurde. 1994 spielte sie in Nostradamus neben Rutger Hauer und F. Murray Abraham; 1995 besetzte sie Theo Angelopoulos in Der Blick des Odysseus neben Harvey Keitel. Mel Gibson besetzte sie dann 2004 in Die Passion Christi als Maria, Mutter Jesu. Im Juni 2012 spielte sie in einem Kurzfilm mit, der im Internet veröffentlicht wurde und sich gegen das größte Gold-Tagebauprojekt im rumänischen Roșia Montană wendet.
Im Oktober 2020 hat sie nach 40 Jahren Karriere ihren Rücktritt aus der Theaterwelt angekündigt.

## Filmografie (Auswahl)
- 1992: Le Chêne – Baum der Hoffnung (Le Chêne) – Regie: Lucian Pintilie
- 1993: Trahir – Regie: Radu Mihăileanu
- 1994: Nostradamus – Regie: Roger Christian
- 1995: Der Blick des Odysseus (To vlemma tou Odyssea) – Regie: Theodoros Angelopoulos
- 1995: Die Jüdin – Edith Stein (Siódmy pokój) – Regie: Márta Mészáros als Edith Stein
- 1997: Die Witman Brüder (Witman fiuk) – Regie: János Szász
- 2000: Raveparty (Marie, Nonna, la vierge et moi) – Regie: Francis Renaud
- 2004: Die Passion Christi – Regie: Mel Gibson
- 2006: Mansfeld – Regie: Andor Szilágyi
- 2008: Die Zweite Frau – Regie: Hans Steinbichler
- 2020: Das Neue Evangelium – Regie: Milo Rau